# Pterodiscus saccatus
Pterodiscus saccatus är en sesamväxtart som beskrevs av Spencer Le Marchant Moore. Pterodiscus saccatus ingår i släktet Pterodiscus och familjen sesamväxter. Inga underarter finns listade i Catalogue of Life.